# Costantino Bresciani Turroni
Costantino Bresciani Turroni (* 26. Februar 1882 in Verona; † 7. Dezember 1963 in Mailand) war ein italienischer Jurist, Wirtschaftswissenschaftler, Hochschullehrer und Politiker, der zwischen 1945 und 1946 Mitglied des Nationalrates (Consulta Nazionale) sowie von 1953 bis 1954 im Kabinett Pella Minister für Außenhandel war.

## Leben

### Studium, Hochschullehrer und Gegner des Faschismus
Costantino Bresciani Turroni begann nach dem Schulbesuch ein Studium der Rechtswissenschaften an der Universität Padua, das er 1902 mit einem Laurea in giurisprudenza am Lehrstuhl von Achille Loria mit einer Arbeit im Fach Politische Ökonomie mit dem Titel Circolazione monetaria in rapporto con l’evoluzione economica abschloss, in der er sich mit dem Thema Geldumlauf im Verhältnis zur wirtschaftlichen Entwicklung befasste. Im Anschluss war er Forschungs- und Gaststudent an der Friedrich-Wilhelms-Universität zu Berlin an den Lehrstühlen von Adolph Wagner und Gustav Schmoller. Nach seiner Rückkehr 1907 übernahm er eine Stelle als Privatdozent für Statistik an der Universität Pavia. Im Anschluss lehrte er als Professor für Statistik und Wirtschaft von 1909 bis 1917 an der Universität Palermo sowie zwischen 1917 und 1919 an der Universität Genua. Er war daraufhin von 1920 bis 1929 Staatsrat für Finanzen der Reparationskommission in Paris und Berlin, die nach dem Ersten Weltkrieg 1919 aufgestellt wurde, um Höhe, Annuitäten und Zahlungsmodi der vom Deutschen Reich zu leistenden Reparationen festzulegen. Er war zugleich von 1925 bis 1926 Professor für Politische Ökonomie an der Universität Bologna und unterzeichnete dort das am 1. Mai 1925 veröffentlichte Manifest der antifaschistischen Intellektuellen (Manifesto degli intellettuali antifascisti). Nachdem er zwischen 1926 und 1927 noch als Professor für Politische Ökonomie an der Universität Mailand unterrichtete, übernahm er 1927 die Professur am Lehrstuhl für Politische Ökonomie der Universität Kairo und lehrte dort bis 1940. Am 9. März 1930 wurde er Mitglied der Accademia delle Scienze di Torino, der Akademie der Wissenschaften von Turin. 1933 trat er aus der faschistischen Akademie von Italien (Accademia d’Italia), vormals Accademia Nazionale dei Lincei, aus, um dem faschistischen Regime nicht die Treue zu schwören.
1940 kehrte Bresciani Turroni nach Italien zurück und lehrte bis 1957 wieder als Professor für Politische Ökonomie an der Universität Mailand. 1942 veröffentlichte er unter dem Titel Introduzione alla politica economica eine Einführung in die Wirtschaftspolitik, in der er eine scharfe Kritik am Dirigismus äußerte und auf die Abschaffung von Währungshemmnissen, die Rückkehr zur Konvertibilität der Währung nach einem System fester Wechselkurse, die Wiederherstellung der Marktwirtschaft und das freie Unternehmertum als mächtigen Motor der wirtschaftlichen Entwicklung hoffte.

### Mitglied des Nationalrates und Außenhandelsminister
Nach dem Ende des Zweiten Weltkrieges war er zwischen dem 25. September 1945 und dem 24. Juni 1946 Mitglied des Nationalrates (Consulta nazionale) und wurde ferner im September 1945 Präsident der Banco di Roma und veröffentlichte im selben Jahr unter dem Titel Il programma economico-sociale del liberalismo das Wirtschafts- und Sozialprogramm des Liberalismus für die Liberale Partei PLI (Partito Liberale Italiano). 1946 wurde er als Mitglied in die Accademia Nazionale dei Lincei aufgenommen. Er war zudem zwischen August 1947 und 1951 Exekutivdirektor der zur Weltbank gehörenden Internationale Bank für Wiederaufbau und Entwicklung IBRD.
Im Kabinett Pella gehörte Costantino Bresciani Turroni neben dem Minister für Post und Telekommunikation Modesto Panetti zu den beiden Nicht-Parlamentariern in der Regierung und fungierte vom 17. August 1953 bis zum 17. Januar 1954 als Außenhandelsminister  (Ministro del Commercio con l’Estero). Er war ferner korrespondierendes Mitglied der Académie des sciences morales et politiques (1935). 1960 wurde ihm der Premio Marzotto in der Kategorie Wirtschaft verliehen, ein von 1951 bis 1968 von der italienischen Industriellenfamilie Marzotto aus Valdagno in der Provinz Vicenza initiierter Preis in verschiedenen Disziplinen.

## Veröffentlichungen
Von Natur aus zu subtilen Analysen geneigt, war Bresciani Turroni nach langen Aufenthalten in den wichtigsten Zentren des Weltwirtschaftslebens zu einem der scharfsinnigsten Beobachter internationaler Phänomene geworden. Klarheit und wissenschaftliche Strenge kennzeichneten sein umfangreiches und vielfältiges Schaffen, das sich vor allem an den Problemen der internationalen und nationalen Wirtschaftspolitik orientierte. Im Vorwort des einflussreichen Werks The economics of inflation (1937), das Inflationstheorien aus der Geldentwertung der Mark in den Jahren 1914 bis 1923 ableitete, bezeichnete Lionel Robbins dazu resümierend Adolf Hitler als das „Pflegekind der Inflation“. Zu Bresciani Turronis bedeutendsten Veröffentlichungen gehören:
- La politica commerciale dell’Italia, Bologna 1920
- Le vicende del marco tedesco, Mailand 1931
- Introduzione alla politica economica, Turin 1942
- I cambi esteri in regime di carta moneta, Mailand 1944
- Lezioni di teoria economica, Mailand 1946
- Corso di economia politica, 2 Bände, 1949, 1951, 4. erweiterte Neuauflage 1957, 1958
- L’economia italiana del dopoguerra, 1957
- Saggi di economia, 1961

posthum
- Teoria dell’inflazione. Studio sul deprezzamento monetario nella Germania del dopoguerra, 1914–1923, Herausgeber Furio C. Rosati, Mailand 1978

in deutscher Sprache
- Einführung in die Wirtschaftspolitik, Bern 1948

in englischer Sprache
- Inductive verification of the theory of international payments, Kairo 1932
- The economics of inflation. A study of currency depreciation in post-war Germany, London 1937 (PDF), Neuauflage New York 1968
- Economic policy for the thinking man, London 1950